# 雷起龍 (萬曆進士)
雷起龍（1575年—1627年），字伯起，别号震潜，直隸順天衛官籍通州人。明朝官员，同進士出身。

## 生平
万历三十一年（1603年）癸卯科順天鄉試第一百三十一名舉人，四十四年（1616年）丙辰科进士，禮部觀政，初授陕西三原知县，四十六年本省同考，四十七年考察，本年調補山东霑化知縣，天啓元年調长清县，二年擢刑部山东司主事，三年江北审决，五年升员外郎、郎中，天啓七年卒。

## 家族
祖父雷琇；父雷應科，任祁州訓導。